# Hara Shuji
Shuji Hara (sinh ngày 29 tháng 9 năm 1981) là một cầu thủ bóng đá người Nhật Bản.

## Sự nghiệp câu lạc bộ
Shuji Hara đã từng chơi cho Avispa Fukuoka.